# Pokoušení Krista ďáblem

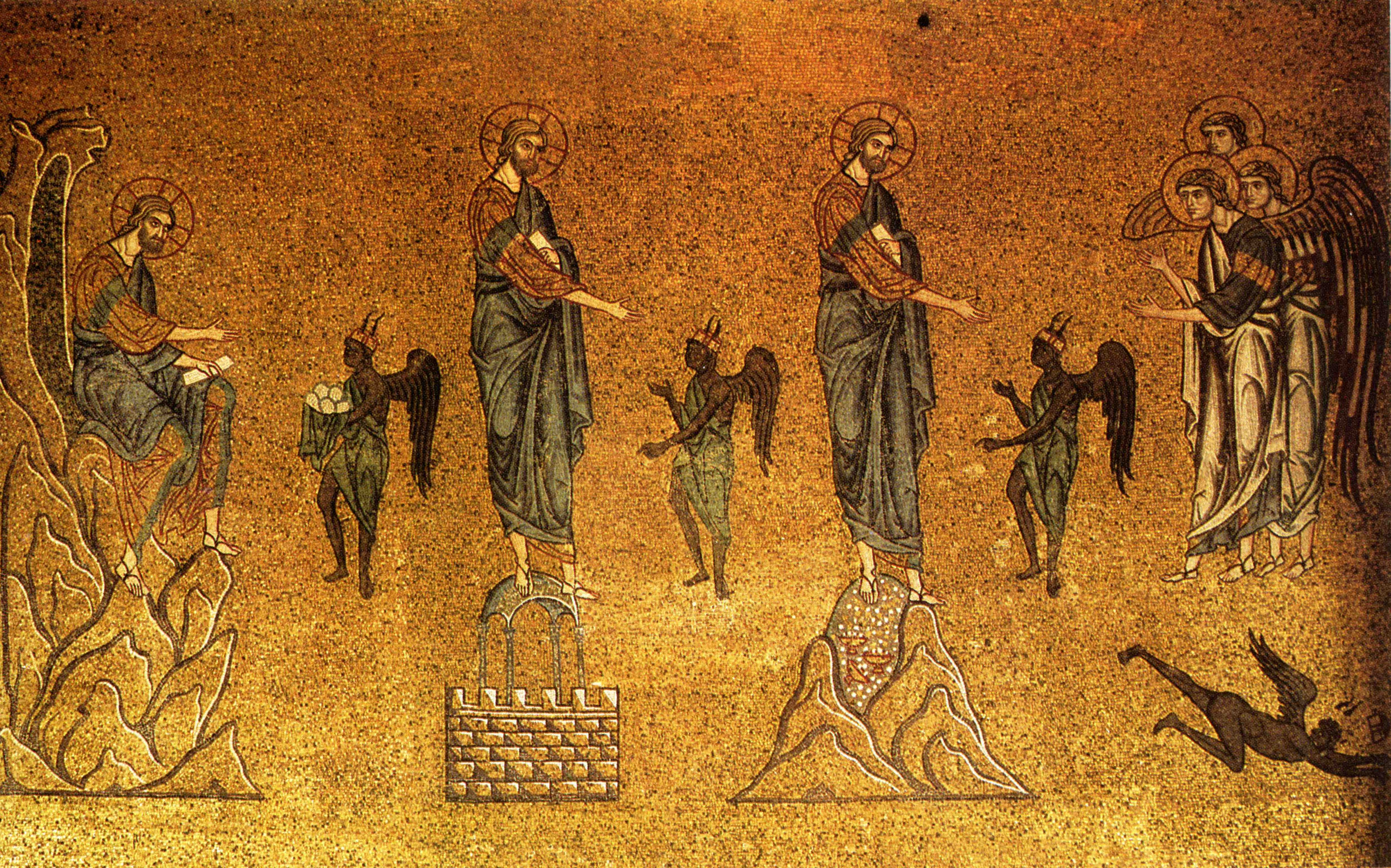
Pokoušení Krista, mozaika z 13. století v bazilice svatého Marka v Benátkách

Pokoušení Krista ďáblem nebo také pokušení na poušti je jeden z příběhů v Bibli. Je podrobněji rozepsán v Matoušově a v Lukášově evangeliu a zmínka o něm je i v Markově evangeliu.
Dějově navazuje na Ježíšův křest. Jeho obsahem je odchod Ježíše do Judské pouště, kde jej navštíví Satan a třikrát jej pokouší. Přitom jej vezme nejprve na vysokou horu (dle tradice se jedná o Horu Pokušení) a pak na střechu Jeruzalémského chrámu. Pak ďábel Ježíše opouští a ten se vrací do Galiley započít své poslání.

## Příběh podle Bible

### Podle Matouše a Lukáše
Vylíčení podle Matouše a podle Lukáše jsou si podobná (v souladu s teorií o sbírce logií Q), ovšem nejsou zcela shodná. Liší se zejména prohozením pořadí druhého a třetího pokušení. Podle některých vykladačů vychází různé pořadí z různého záměru autorů. Ve verzi podle Matoušova evangelia pokušení gradují a jejich pořadí odkazuje k pokušením, která zažil Izrael při útěku z Egypta popsaném v knize Exodus. U verze dle Lukášova evangelia mohl autor chtít pointovat zákazem pokoušení, nebo chtěl zdůrazněním dočasného ďáblova odchodu vybudovat návaznost na další text, ve kterém v Lukášově evangeliu chtějí obyvatelé Nazareta svrhnout Ježíše z výšky.
|             | Podle Matoušova evangelia | Podle Lukášova evangelia |
| ----------- | --- | --- |
| Úvod        | 1 Tehdy Ježíš veden jest na poušť od Ducha, aby pokoušín byl od ďábla. 2 A postiv se čtyřidceti dnů a čtyřidceti nocí, potom zlačněl.                                                                                                 | 1 Ježíš, pak, pln byv Ducha svatého, vrátil se od Jordánu, a puzen jest v Duchu na poušť. 2 A za čtyřidceti dní pokoušín byl od ďábla, a nic nejedl v těch dnech. Ale když se skonali, potom zlačněl.                                                          |
| 1. pokušení | 3 A přistoupiv k němu pokušitel, řekl: Jsi-li Syn Boží, rciž, ať kamení toto chlebové jsou. | 3 I řekl jemu ďábel: Jestliže jsi Syn Boží, rci kamenu tomuto, ať jest chléb. |
| Odpověď     | 4 On pak odpovídaje, řekl: Psánoť jest: Ne samým chlebem živ bude člověk, ale každým slovem vycházejícím skrze ústa Boží. | 4 I odpověděl jemu Ježíš, řka: Psánoť jest: Že ne samým chlebem živ bude člověk, ale každým slovem Božím. |
| 2. pokušení | 5 Tedy pojal jej ďábel do svatého města, a postavil ho na vrchu chrámu. 6 A řekl mu: Jsi-li Syn Boží, spustiž se dolů; nebo psáno jest, že andělům svým přikázal o tobě, a na ruce uchopí tebe, abys někde o kámen nohy své neurazil. | 5 I vedl jej ďábel na horu vysokou, a ukázal mu všecka království okršlku země pojednou. 6 A řekl jemu ďábel: Toběť dám tuto všecku moc i slávu; nebo mně dána jest, a komuž bych koli chtěl, dám ji. 7 Protož ty pokloníš-li se přede mnou, budeť všecko tvé. |
| Odpověď     | 7 I řekl mu Ježíš: Zase psáno jest: Nebudeš pokoušeti Pána Boha svého. | 8 I odpověděv Ježíš, řekl jemu: Jdi pryč ode mne, satanáši; nebo psáno jest: Pánu Bohu svému budeš se klaněti, a jemu samému sloužiti. |
| 3. Pokušení | 8 Opět pojal ho ďábel na horu vysokou velmi, a ukázal mu všecka království světa i slávu jejich, 9 A řekl jemu: Toto všecko tobě dám, jestliže padna, budeš mi se klaněti.                                                            | 9 Tedy vedl jej do Jeruzaléma, a postavil ho na vrchu chrámu, a řekl mu: Jsi-li Syn Boží, pusť se odtud dolů. 10 Nebo psáno jest: Že andělům svým přikáže o tobě, aby tě ostříhali, 11 A že tě na ruce uchopí, abys neurazil o kámen nohy své.                 |
| Odpověď     | 10 Tedy řekl mu Ježíš: Odejdiž, satane; neboť psáno jest: Pánu Bohu svému klaněti se budeš, a jemu samému sloužiti budeš. | 12 A odpovídaje, dí mu Ježíš: Povědínoť jest: Nebudeš pokoušeti Pána Boha svého. |
| Závěr       | 11 Tedy opustil ho ďábel, a aj, andělé přistoupili a sloužili jemu. | 13 A dokonav všecka pokušení ďábel, odšel od něho až do času. |

V textu je hojně odkazován Starý zákon, přesněji se jedná o:
- citaci z Deuteronomia 8,3: ne samým chlebem živ bude člověk, ale vším tím, což vychází z úst Hospodinových, živ bude člověk.'[5]
- citaci z žalmu 91,11-12: Nebo andělům svým přikázal o tobě, aby tě ostříhali na všech cestách tvých. Na rukou ponesou tě, abys neurazil o kámen nohy své.[6]
- citaci z Deuteronomia 6,16: Nebudete pokoušeti Hospodina Boha svého,[7]
- citaci z Deuteronomia 6,13: Hospodina Boha svého báti se budeš, a jemu sloužiti, a ve jméno jeho přisahati. [8] a zjevná narážka na Deuteronomium 5,7-9:  Nebudeš míti bohů jiných přede mnou. ... Nebudeš se jim klaněti, ani jich ctíti.[9]

Za narážku do starozákonních příběhů bývá považován i úvodní čtyřicetidenní půst, neboť čtyřicet dní půstu zažili i Mojžíš a Elijáš.

### Podle Marka
Markovo evangelium má o pokoušení jen krátkou zmínku v rámci příběhu o Ježíšově křtu: A i hned ho Duch vypudil na poušť. I byl tam na poušti čtyřidceti dnů, a pokoušín byl od satana; a byl s zvěří, a andělé přisluhovali jemu. 